# Magnus von Levetzow
Magnus Otto Bridges von Levetzow (ur. 8 stycznia 1871 we Flensburgu, zm. 13 marca 1939 w Berlinie) – niemiecki oficer marynarki, kontradmirał, po zakończeniu służby wojskowej pracownik przedsiębiorstwa Junkersa, polityk NSDAP i poseł Reichstagu.

## Życiorys
Magnus von Levetzow wstąpił do Kaiserliche Marine w 1889 roku, w 1892 roku otrzymał promocję na stopień oficerski. W okresie przed wybuchem I wojny światowej zajmował stanowiska sztabowe, między innymi w Hochseeflotte. Od lata 1914 roku był dowódcą krążownika liniowego SMS „Moltke”. W tej roli wziął udział w działaniach pierwszych lat wojny, między innymi bitwie na Dogger Bank w 1915 roku. W 1916 roku został ponownie przeniesiony do pracy sztabowej. Jesienią 1917 roku pełnił funkcję szefa sztabu admirała Erharda Schmidta podczas operacji Albion. Za udział w tej akcji został odznaczony najwyższym odznaczeniem pruskim Pour le Mérite. W 1918 roku Magnus von Levetzow został szefem sztabu dowodzącego wówczas Kaiserliche Marine admirała Reinharda Scheera. W 1920 roku awansował do stopnia kontradmirała i przez krótki czas pełnił funkcję dowódcy bazy marynarki w Kilonii. Odszedł ze służby we flocie w październiku 1920 roku.
W latach 1924−1926 piastował stanowisko kierownicze w przedsiębiorstwie Hugo Junkersa. Od lata 1928 roku zaangażował się w działalność polityczną, podejmując starania restytucji monarchii pruskiej. Od stycznia 1931 roku był członkiem NSDAP, w 1932 roku został z jej ramienia posłem do Reichstagu. W latach 1933−1935 pełnił również funkcję prezydenta berlińskiej policji. Później aż do śmierci kierował berlińskim biurem przedsiębiorstwa lotniczego Weser-Flugzeugbau. Zmarł 13 marca 1939 roku w Berlinie.

## Odznaczenia
Odznaczenia admirała von Levetzow to między innymi:
- Order Pour le Mérite (Prusy)
- Order Orła Czerwonego III klasy ze wstęgą (Prusy)
- Order Orła Czerwonego IV klasy z koroną (Prusy)
- Order Królewski Korony II klasy (Prusy)
- Kawaler Orderu Hohenzollernów z mieczami (Prusy)
- Odznaka za Służbę Wojskową (Prusy)
- Order Zasługi Wojskowej z mieczami i koroną (Bawaria)
- Krzyż Hanzeatycki (Hamburg)
- Krzyż Fryderyka Augusta I klasy (Oldenburg)
- Kawaler I klasy Orderu Alberta z koroną i mieczami (Saksonia)
- Komandor Orderu Korony Wirtemberskiej (Wirtembergia)
- Komandor Orderu Franciszka Józefa (Austro-Węgry)